# Paragnetina planidorsa
Paragnetina planidorsa är en bäcksländeart som först beskrevs av František Klapálek 1913.  Paragnetina planidorsa ingår i släktet Paragnetina och familjen jättebäcksländor. Inga underarter finns listade i Catalogue of Life.